# قحطی ۱۸۹۱–۱۸۹۲ میلادی

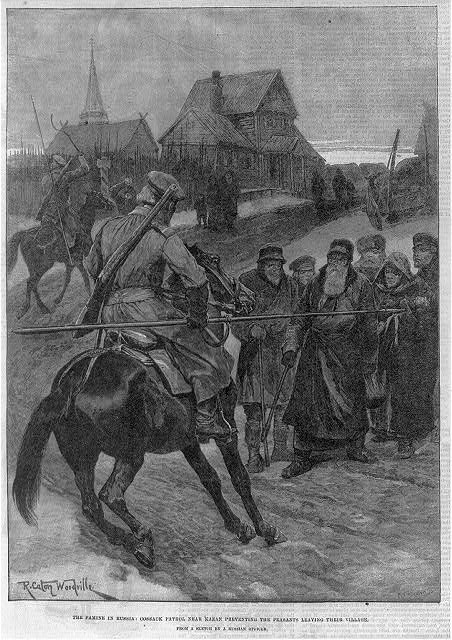
گشت قزاق در نزدیکی کازان مانع از خروج دهقانان از روستای خود می‌شود.

قحطی ۱۸۹۱–۱۸۹۲ میلادی در امپراتوری روسیه، که گاهی قحطی تزار، قحطی تزارها یا قحطی زمین سیاه نامیده می‌شود، از امتداد رود ولگا آغاز شد و تا منطقهٔ اورال و دریای سیاه گسترش یافت. در طول این قحطی، یک بیماری همه‌گیر نیز شیوع پیدا کرد و در مجموع بین ۳۷۵٬۰۰۰ تا ۴۰۰٬۰۰۰ نفر بر اثر بیماری جان خود را از دست دادند. کارکنان صلیب سرخ هیچ موردی از مرگ بر اثر سوءتغذیه را ثبت نکردند و همچنین گزارشی از خودکشی، آدم‌خواری و موارد مشابه وجود نداشت.
نارضایتی عمومی از مدیریت ضعیف دولت تزار در مقابله با این بحران، یکی از عوامل مهمی بود که به احیای مجدد مارکسیسم و جنبش‌های پوپولیستی در روسیه انجامید. این قحطی ضعف ساختاری نظام فئودالی و بوروکراسی ناتوان دولت تزاری را آشکار ساخت و بر آگاهی طبقاتی مردم تأثیر گذاشت. روشنفکران و فعالان سیاسی، به‌ویژه مارکسیست‌ها، از این بحران برای نشان دادن ناتوانی نظام تزاری در تأمین رفاه عمومی استفاده کردند و ایده‌های انقلابی در میان کارگران و دهقانان تقویت شد.